# SM UB-6
SM UB-6 – niemiecki okręt podwodny typu UB I zbudowany w stoczni Friedrich Krupp Germaniawerft w Kilonii w latach 1914-1915. Wodowany w marcu 1915 roku, wszedł do służby w Cesarskiej Marynarce Wojennej 8 kwietnia 1915 roku. Pierwszym dowódcą został Erich Haecker. 19 kwietnia 1915 roku okręt został przydzielony do Flotylli Flandria. UB-6 w czasie 60 patroli zatopił 14 statków nieprzyjaciela o łącznej wyporności 5 896 BRT, dwa uszkodził, jeden zajął jako pryz oraz zatopił jeden okręt wojenny. 
Pierwszą zatopioną jednostką był zbudowany w 1896 roku brytyjski niszczyciel HMS „Recruit” o wyporności 335 ts. Okręt został storpedowany i zatopiony 1 maja 1915 roku około 30 mil na południowy zachód od płycizny Galloper u wybrzeży Suffolk. 
1 czerwca 1915 roku UB-6 zatopił największy statek w swojej historii. SS „Saidieh” o nośności 3 303 BRT został zatopiony około 6 mil na północny wschód od boi nawigacyjnej Elbow leżącej u ujścia Tamizy. Statek płynął z ładunkiem nasion bawełny oraz cebulą z Aleksandrii do Hull. W wyniku ataku śmierć poniosło 8 członków załogi. 
13 listopada 1915 roku nowym kapitanem UB-6 został mianowany Ernst Voigt. Pod jego dowództwem UB-6 zatopił dwa statki oraz jeden uszkodził.
15 grudnia 1915 roku nowym dowódcą okrętu został Karl Neumann.
12 marca 1917 roku UB-6, z powodu błędu nawigacyjnego, osiadł na mieliźnie u ujścia Mozy w okolicach Hellevoetsluis. 17 marca 1917 roku UB-6 został zatopiony przez załogę, która została internowana w Holandii. W 1919 roku wrak został przekazany Francji i w 1921 roku został rozebrany w Breście.